# Montante (equitación)
Se llaman montantes, derecho e izquierdo, a las correas adheridas a las planchuelas del cabezón, y a las medias barretas de la embocadura del bridón.
También se da este nombre a las carrilleras o quijares de la cabezada de brida.